# غریبه‌ها: فصل ۲
غریبه‌ها: فصل ۲ (به انگلیسی: The Strangers: Chapter 2) یک فیلم آمریکایی اسلشر به کارگردانی رنی هارلین و نویسندگی آلن آر. کوهن و آلن فریدلند است. این فیلم با بازی مادلین پچ، چهارمین فیلم از مجموعه فیلم غریبه‌ها است. این دومین قسمت از یک سه‌گانه جدید از این فیلم‌ها و دنباله مستقیم فیلم غریبه‌ها: فصل ۱ است که داستان آن حول محور زوجی است که با سه غریبه نقابدار روان پریش در تماس می‌شوند.
غریبه‌ها: فصل ۲ برای اکران در سال ۲۰۲۴ برنامه‌ریزی شده‌است.

## خلاصه داستان
مایا با دوست پسر دیرینه اش، رایان، با رانندگی در سراسر کشور سعی دارند تا زندگی جدیدی را با هم در شمال غربی اقیانوس آرام آغاز کنند. در طول راه، ماشین آنها در وینس، اورگن خراب می‌شود و آنها مجبور می‌شوند شب را در خانه ای جدا شده از ایربی‌ان‌بی بگذرانند. در طول شب آنها توسط سه غریبه قاتل نقابدار وحشت زده می‌شوند.

## بازیگران
- مادلین پچ در نقش مایا[۲]

## تولید
تصویربرداری اصلی هر سه فیلم در سپتامبر ۲۰۲۲ در براتیسلاوا، اسلواکی آغاز شد و در نوامبر ۲۰۲۲ به پایان رسید. هارلین به انترتینمنت ویکلی گفت که «این چالش یک عمر بود، اما من واقعاً آن را پذیرفتم. صبح دوشنبه، می‌توانستم فصل دوم را فیلمبرداری کنم، دوشنبه بعدازظهر فصل اول را، و صبح سه‌شنبه می‌توانستم فصل سوم را فیلمبرداری کنم. این امر برای بازیگران، از نظر گریم و طراحی صحنه، و برای مدیر فیلمبرداری من بسیار سخت بود، زیرا ما می‌خواستیم نوعی زبان بصری ایجاد کنیم که رشد کند تا فیلم‌ها بزرگتر شوند. هرچه پیش می‌رویم، فیلم حماسی تر می‌شود.

## آینده
قسمت پایانی سه گانه جدیدی از فیلم های جدیدی که همزمان برای این فرنچایز فیلمبرداری شده اند، با عنوان فصل ۳ در تاریخ نامشخصی در سال ۲۰۲۴ اکران خواهد شد. هارلین اظهار داشت که استودیو سه‌گانه ای را برای «کاوش در مورد آنچه برای قربانیان این نوع خشونت‌ها اتفاق می‌افتد» چراغ سبز داده‌است و تأیید کرد که فیلم‌ها جزئیات قاتلان را نشان می‌دهند. سازنده فیلم اظهار داشت که قرار بود فرنچایز نه بازخلق شود و نه بازراه‌اندازی، و لحن آن به فیلم اول نزدیک می‌شود.